# Симогамо-дзиндзя
Камо-миоя-дзиндзя (яп. 賀茂御祖神社), известное как Симогамо-дзиндзя (яп. 下鴨神社) — синтоистское святилище в Киото, Япония.

## Мифология
Связанная с основанием храма легенда кратко упоминается в хронике Ямасиро фудоки VIII века, а также в Камо тюсин дзакки XVII века. Согласно преданию, почитаемый в Симогамо-дзиндзя ками, Камо-такэцунуми-но-микото (праправнук Камимусуби-но ками), обратился в трёхлапого ворона Ятагарасу и стал проводником первого японского императора Дзимму через земли Ямато. После этого он поселился на месте нынешнего храма, взял в жёны богиню Икакояхимэ, от которой родились двое детей — сын Тамаёрихико и дочь Тамаёрихимэ. Однажды Тамаёрихимэ увидела плывущую по реке красную стрелу, взяла её с собой и положила (или воткнула в землю) рядом, когда легла спать. Наутро она оказалась беременной, и вскоре у неё родился сын. Когда сын вырос, его дед захотел выяснить, кто отец ребёнка. Для этого он созвал пир, на который пригласил местных богов. Когда он попросил мальчика передать чарку сакэ своему отцу, чарка, а за ней и внук пробили потолок и вознеслись к небу. Таким образом стало ясно, что отцом является бог грома Хоно-икадзути, а мальчика нарекли Камо-вакэ-икадзути. Легенда связана с представлением об оплодотворяющей силе бури и грома.

## История
Святилище Симогамо расположено на севере Киото, у слияния реки Камо и её притока Такано. Археологические раскопки указывают на присутствие людей в этой местности уже в период Яёй, были найдены черепки и наконечники стрел того времени. Как и Камигамо-дзиндзя, святилище было основано семьёй Камо, правившей в этих краях. Храм приобрёл вес после того, как стал основным храмом (вместе с Камигамо-дзиндзя) влиятельной семьи Хата. Первые постоянные строения на этом месте были возведены в правление императора Тэмму в VII веке. Храму была дарована земля для выращивания священных подношений богам, в ХI площадь земли, принадлежащей ему, разрослась до более чем 600 гектаров. Влияние Симогамо-дзиндзя возросло после того, как к югу от него император Камму основал новую столицу Хэйан — нынешний Киото и просил ками храмов Камо о её защите. Многие традиции и архитектурные элементы святилища восходят к правлению императора Саги, при котором оно достигло своего расцвета. Он также положил начало традиции назначения девушек из императорской семьи на пост главной жрицы святилища (подобно жрицам святилища Исэ). Жрицы посещали храм раз в году в сопровождении императорского посланника и грандиозной свиты. Эти процессии и положили начало сохранившемуся до сегодняшнего дня фестивалю Аой-мацури. 12 мая в храме проводят подготовительные обряды. 15 мая, во время фестиваля, в храме проводился ритуал умилостивления двух божеств столицы, проклятие которых привело к проливным дождям. В 1863 году святилище посетил император Комэй и обратился к богам с просьбой изгнать из Японии чужеземцев. В эпоху Мэйдзи храм получал щедрую государственную помощь. После поражения во Второй мировой войне храм лишился поддержки, а фестивали были отменены (традицию восстановили в 1953 году). Сегодня в храме проводятся лекции, организуются рынки и другие общественные мероприятия.

## Архитектура
Хондэн храма является ярким примером стиля нагарэ-дзукури, который отличает удлинённый передний свес крыши, образующий впереди портик. Здания не имеют элементов тиги и кацуоги, стиль соответствует началу периода Хэйан, в нём заметно влияние храма Исэ. В центре святилища расположены два хондэна, посвящённые Камо-такэцунуми-но-микото и Тамаёрихимэ. Они обнесены двумя крытыми коридорами кайро. Храм окружён лесом Тадасу-но мори, одним из древнейших в Киото. Чтобы попасть к храму, посетители идут по сандо через лес, после чего должны пройти ворота ромон (внешние) и тюмон (средние). Перед входом в храм расположена тэмидзуя (павильон для ополаскивания рук), чья ёмкость исполнена в виде каменной лодки (средство передвижения богов). В храме сохраняется традиция регулярных ритуальных перестроек (сэнгу). В старину храм полностью перестраивали каждые 21 год, но с 1863 года проводится лишь ремонт.
С 1994 года храм признан памятником всемирного наследия ЮНЕСКО как один из памятников культуры древнего Киото.

## В литературе
Симогамо-дзиндзя неоднократно упоминается в классических произведениях японской литературы «Повесть о Гэндзи» и «Записки у изголовья».
Из современных писателей храм часто появляется в произведениях Томихико Морими. В его серии романов «Экзотическая семейка» в храме и прилегающем лесу живёт семья тануки Симогамо. В январе 2017 года в храме собрались поклонники Морими и было проведено моление за успех второго сезона аниме, снятого по этим книгам.